# Triángulo sagrado egipcio
Triángulo sagrado egipcio, o triángulo egipcio, es el nombre moderno del triángulo rectángulo cuyo lados tienen las longitudes 3, 4 y 5, o sus medidas guardan estas proporciones. Es el triángulo rectángulo más fácil de construir y, posiblemente, se utilizó para obtener ángulos rectos en las construcciones arquitectónicas desde la más remota antigüedad. El triángulo rectángulo semejante, de 15, 20, 25 codos egipcios, se empleó en el Antiguo Egipto y fue llamado «Isíaco» (de la diosa Isis).

El triángulo egipcio, de medidas 3, 4, 5.

## Origen del nombre
Aunque no se conoce de donde proviene su nombre, se sabe que los antiguos tenían una geometría sagrada que posiblemente era mantenida como doctrina secreta por los sacerdotes, y se ejerció en Babilonia, en el Antiguo Egipto y en la Antigua Grecia. Cualquiera haya sido la razón, este triángulo tiene numerosas propiedades notables.

## Propiedades
Este triángulo, tan conocido y utilizado para obtener ángulos rectos, tiene muchas propiedades, tanto aritméticas o geométricas, como de coincidencias con períodos astronómicos, tales como el período de revolución sinódica de un planeta visible a simple vista o los múltiplos mínimos comunes de varios de esos períodos.

### Similitudes con otros triángulos rectángulos
- Como todo triángulo rectángulo cumple el teorema de Pitágoras: x² + y² = z²; x = k(m² - n²), y = k(2mn), z = k(m² + n²), donde m y n son enteros positivos de distinta paridad (Ver: números pares e impares) con m > n y k es un entero positivo cualquiera. Si k = 1 tenemos todas las ternas primitivas[3] y conservando m y n el producto por k cualquiera produce triángulos semejantes de ternas no primitivas, pues k es el divisor común. Algunos autores escriben y = k(mn) y dividen por 2 a los otros términos. Esto cambia las condiciones para m y n, que deben ser, entonces, ambos impares y primos entre sí para que las ternas sean primitivas.

- Las soluciones enteras de la ecuación x² + y² = z²[1] son: x = k (u²-v²); y = k 2uv; z = k (u²+v²). Todos son enteros positivos distintos de 0, k un entero arbitrario, u > v enteros de distinta paridad. Para las ternas primitivas k = 1. El triángulo sagrado egipcio es una terna primitiva y su superficie, como la de todos los triángulos rectángulos primitivos, es una expresión cúbica que coincide con la forma algebraica de los números congruentes de Fibonacci. Su expresión algebraica es: uv (u²-v²) = u³v - v³u. Para ternas no primitivas, la superficie es k² uv (u²-v²) y también resulta un número congruente de Fibonacci si u y v son ambos impares. Fibonacci introdujo estos números en su obra Liber quadratorum (1225). No está claro por qué pide que ambos enteros u y v sean impares y luego demuestra que un número de esta clase se transforma en otro de la misma categoría si se lo multiplica por un cuadrado. De esta forma, el más pequeño de ellos es 24 = 3.1 (3²-1²). Pero se obtienen los mismos resultados e identidades si se quita la restricción de que ambos sean impares. Como las expresiones encontradas para las soluciones enteras de la ecuación [1] forman una identidad, también la fórmula vale para números reales, aunque sirve para triángulos rectángulos con catetos desiguales únicamente. Sin embargo, hay que considerar que en la Antigüedad los números enteros se consideraban como segmentos de recta y los racionales eran una razón entre segmentos de rectas. Se buscaba, entonces, resolver triángulos rectángulos de lados enteros. Usando y = mn y dividiendo los otros dos términos por 2 la superficie del triángulo resulta ser la cuarta parte del congruente y un cuarto es el cuadrado de un medio. De esta manera la superficie resulta ser también un congruente, porque un congruente multiplicado por un cuadrado también es un congruente. Si usamos la primera fórmula resolvente, con y = 2mn la superficie del triángulo no es un congruente sino su mitad.

### Ángulos agudos
La amplitud de sus ángulos agudos es: 36º52'11,631" y 53º7'48,368".

### Propiedades aritmético-geométricas
- Es el triángulo rectángulo diofántico[4] menor que pueda ser construido y, además, con un cateto y la hipotenusa números primos. Según estudió Fermat, las únicas hipotenusas primas son de la forma 4m + 1, donde m es un número natural. Cuando la terna que forman los lados tiene elementos primos entre sí se denomina terna primitiva. El doctor Tobías Dantzig, de la Universidad de Columbia, denominó «primarias» a las ternas primitivas con hipotenusa prima, aunque fue Fermat quien hizo la distinción entre hipotenusas primas y compuestas, dando todos los casos posibles de descomposición en suma de dos cuadrados para hipotenusas compuestas. Los catetos primos son de la forma 4m + 3, admitiendo en este caso el cero además de los números naturales para el valor asignado a m.

- Si A designa a un ángulo de una circunferencia con el vértice en el centro, y B y C a otros dos, tales que están en progresión aritmética de razón A/5, y A > B > C, los arcos rectificados de tales ángulos forman un triángulo rectángulo semejante al triángulo sagrado egipcio (3, 4, 5). La sucesión es: 3/5 A, 4/5 A, 5/5 A, que es igual al producto de la terna (3, 4, 5) por un quinto de A. Resulta evidente que la suma de los cuadrados de los catetos es igual al cuadrado de la hipotenusa. Como ejemplo aclaratorio, tenemos que el triángulo sagrado egipcio (3, 4, 5) tiene sus lados correspondientes a las longitudes rectificadas de los arcos de los ángulos centrales: 171, 8873385º, 229, 1831181º y 286, 4788976º; siendo la razón de la progresión aritmética el ángulo de un radián: 57,29577951º, que es la quinta parte de 286, 4788976º. Existe una correspondencia biunívoca entre un arco y el ángulo que lo abarca y conserva las operaciones, por lo que es un isomorfismo. De ello resulta que la suma de los cuadrados de los dos ángulos menores es igual al cuadrado del mayor.

- El triángulo contiene al primer par de números primos gemelos. Si llamamos «n» al valor de un lado de la terna primitiva, cada uno de ellos permite calcular otro par de números primos gemelos, de acuerdo con las siguientes fórmulas: {\displaystyle \textstyle {\frac {n^{3}-n}{2}}} - 1 y {\displaystyle \textstyle {\frac {n^{3}-n}{2}}} + 1.

### Propiedades musicales y de proporciones
La escala natural, escala perfecta o escala de Claudio Ptolomeo, que es una modificación de la escala por intervalos de quinta de Pitágoras, comienza por la nota DO, que corresponde a la unidad, y a una frecuencia de 264 Hz = f (o ciclos por cada segundo); continúa RE: 9/8 f = 27/24 f - 297 Hz; MI: 5/4 f = 30/24 f - 330 Hz; FA: 4/3 f =32/24 f - 352 Hz; SOL: 3/2 f = 36/24 f - 396 Hz; LA: 5/3 f = 40/24 f - 440 Hz; SI, 15/8 f = 45/24 f - 495 Hz; DO, 2 f = 48/24 f - 528 Hz.
La nota FA es la media armónica de la octava y SOL corresponde a sesqui veces el Do inicial (está sesqui-relacionada con el DO). Tanto el SOL como el DO que completa la octava representan a los catetos del triángulo sagrado egipcio (3/2, 2, 5/2), de igual forma en sus proporciones como en sus frecuencias. La hipotenusa del triángulo está en la octava siguiente y corresponde a la nota MI, 5/2 = 60/24 - 660 Hz (la proporción tomada desde el Do inicial de la anterior escala). Los triángulos (3/2, 2, 5/2), (3, 4, 5) y (396, 528, 660) son semejantes. El tercero es 264 veces el primero y 132 veces el segundo.
Si dibujamos un triángulo sagrado egipcio, su recta de Euler parte del vértice del ángulo recto hasta el punto medio de la hipotenusa. El vértice del ángulo recto es el ortocentro y en la mitad de la hipotenusa se halla el circuncentro, que permite trazar la circunferencia que circunscribe al triángulo. Esa recta divide al triángulo en dos triángulos isósceles, cuyos ángulos, no idénticos, son, respectivamente: 106° 15' 36,737" y 73° 44' 23,263". El valor que toma la función seno (véase Trigonometría) del último ángulo es igual a 24/25, el número por el que hay que multiplicar una nota de la escala natural para obtener su bemol. En realidad, el cociente 24/25 no es el coeficiente que corresponde a la escala de Claudio Ptolomeo, sino a la escala física o "Gama de los Físicos" de Zarlino. Las escalas pitagórica, natural o de Zarlino son formalmente diferentes, pero prácticamente indistinguibles. El oído humano promedio no percibe la diferencia entre las tres escalas e, inclusive, entre la escala introducida por Bach, en la que las notas están desafinadas con respecto a la escala pitagórica en un doceavo de tono, como máximo.

### Lados en progresión aritmética
La semi-sección meridiana de la Gran Pirámide es un triángulo rectángulo cuyos lados son proporcionales a los números 1, en la base, la raíz cuadrada del número áureo, para la altura, y el número áureo para la hipotenusa, que corresponde a la apotema de la pirámide. Este triángulo es el único que tiene sus lados en progresión geométrica y el que hace posible que se cumpla matemáticamente la propiedad enunciada por Heródoto: que el cuadrado de la altura de la pirámide es igual a la superficie de una cara. La segunda pirámide de Guiza, también conocida como la pirámide de Kefrén, tiene un semi-triángulo meridiano proporcional al triángulo sagrado egipcio (3, 4, 5), el único que tiene a sus lados en progresión aritmética. Dicho triángulo tiene la base proporcional a 3 y la altura a 4. Esto hace que la pirámide de Kefrén, más pequeña que la Gran Pirámide, se vea como más alta e importante. Las dos afirmaciones acerca de los triángulos con lados en progresiones aritmética y geométrica de sus lados fueron demostradas por W. A. Price, en The Field, Londres, según afirma Matila Ghyka. La pirámide Norte de Dahshur, la tercera del grupo, se semi-secciona en el triángulo rectángulo proporcional al triángulo (20, 21, 29).

### Área y relación a los cubos de sus lados
El triángulo sagrado egipcio tiene otras propiedades notables. Plutarco señala que su área es 6 (el primer número perfecto) y que el cubo de su área es igual a la suma de los cubos de sus lados. Platón se basa en esta igualdad para calcular un número que llama «nupcial» (República, libro VIII). Platón fue discípulo de Sócrates, pero también toda su obra se halla impregnada de la filosofía de Pitágoras, aunque con algunas variantes propias de un alumno que aventaja a su lejano maestro. Los pitagóricos calificaban a los números pares como femeninos y a los impares como masculinos. La unidad no era considerada un número, sino el símbolo de la divinidad antes de la creación por la dualidad diferenciadora (negación-afirmación, luz-oscuridad, femenino-masculino, etc.), el primer número era el 2, considerado femenino, y el 3 era el primer número masculino. Para la escuela pitagórica el número 5 era el símbolo del matrimonio, la unión de los dos primeros números de distinto sexo. Platón, sin embargo, denomina «nupcial» al producto de tales números.

### Un triángulo sagrado en cualquier parábola
Podemos relacionar un triángulo semejante al triángulo sagrado egipcio con cualquier parábola. El vértice correspondiente a la reunión de la hipotenusa con el cateto proporcional a 4 está en el foco de la parábola. El punto medio de ese cateto es un punto de la parábola, donde culmina el lado recto. Si trazamos un segmento de recta perpendicular al otro extremo del cateto -opuesto al foco- y marcamos un punto distante tres cuartas partes de la longitud de este mismo cateto en el sentido de apertura de la curva, estamos sobre otro punto de la curva. El vértice de la parábola dista del foco una distancia igual a una cuarta parte de la longitud de este cateto proporcional a 4 del triángulo descrito. Para la parábola y = x² los puntos que definen al triángulo son: (0, ¼), (1, ¼) y (1, 1). Este triángulo es ¼ (3, 4, 5). Dado que todas las parábolas tienen la misma forma, siempre se podrá ubicar un triángulo semejante en diferentes escalas. Por la simetría axial de la parábola hay dos triángulos idénticos en cada parábola y un tercero, isósceles, con base proporcional a 8 y altura proporcional a 3, con las hipotenusas de los dos primeros como lados iguales.

### Propiedades relacionadas con medidas angulares y astronómicas
Los números 40 y 60 están sesqui-relacionados, pues 60 es una vez y media 40 (véase Sistema sexagesimal). El número 40 es el divisor común máximo de los múltiplos mínimos comunes de los períodos de las revoluciones sinódicas de los planetas visibles, tomados dos a dos, tres a tres o hasta en su conjunto (ver: período orbital). Obtener el mínimo común múltiplo de la duración de dos revoluciones sinódicas permite saber en cuantos días se repite una observación en el cielo y, por tanto, sirve para elaborar calendarios.

### Propiedades relacionadas con las secciones de las pirámides de Guiza
Los números 40 y 60 en los tres lados de triángulos rectángulos:
(24, 32, 40) = 8 (3, 4, 5) la hipotenusa es el tercer número de la terna.
(9, 40, 41)
(40, 42, 58) = 2 (20, 21, 29)
(36, 48, 60) = 12 (3, 4, 5)
(11, 60, 61)
(60, 63, 87) = 3 (20, 21, 29)
Muestran la relación de la segunda y la tercera pirámides de Guiza.

## El triángulo sagrado egipcio en la Gran Pirámide
En la hipótesis Φ, o sea, en la suposición de que la Gran Pirámide está construida basándose en el número áureo y a la propiedad enunciada por Heródoto (Historiae, Libro II, capítulo 124) de que «el cuadrado de su altura es igual a la superficie de una cara», el ángulo del vértice superior de la cara vale 63° 26' 5, 815 762 519 238 334 340 102 606 368 139 2..." 
Aunque este ángulo surge de la diagonal de un doble cuadrado y su complementario es igual a la inclinación del corredor de entrada, es posible construirlo uniendo el ángulo central de un octógono a la mitad del ángulo más agudo del triángulo sagrado egipcio -el que tiene por lados a la hipotenusa y el cateto proporcional a 4. Idéntico resultado se logra al unir el ángulo más agudo del triángulo sagrado egipcio al menor de los ángulos que forma la diagonal de un doble cuadrado con sus lados mayores. Respectivamente:
36,86990º sumado a 26,56505º es igual a 63,43495º.

### Diferencias de criterios
Hay dos posturas con respecto al criterio constructivo de la Gran Pirámide: una afirma que se intentó una cuadratura del círculo porque el semiperímetro dividido por la altura es próximo a π; la otra es la que contempla la afirmación de Heródoto y considera el número áureo. La primera es la que tiene el mayor número de adeptos, casi todos ellos basados en criterios empíricos y sin ser matemáticos profesionales (uno de ellos fue astrónomo y religioso). Los defensores de la hipótesis Φ son matemáticos, menos acostumbrados a las mediciones y más dispuestos a las consideraciones teóricas. 
Es imposible elegir mediante mediciones una u otra hipótesis, pues entre ambas hay una diferencia de 14,2 centímetros en la altura. Considerando que la pirámide está truncada y que falta el revestimiento que fue depredado para la construcción de El Cairo, más los errores propios de toda construcción, en un monumento que tiene una base de más de 232 m de longitud, 14 centímetros se pierden dentro de la incertidumbre de las medidas (un error del 1 por mil en la base sería ligeramente superior a 23 cm, mientras que en la altura significaría 14,8 cm para la medida más grande que se obtuvo). Hay casi tantas medidas como medidores. Las medidas más admitidas tienen error inferior al decímetro.

### El triángulo sagrado egipcio en el sarcófago de la Cámara del Rey
El paralelepípedo de la Cámara del Rey, también llamado sarcófago por algunos, aunque no hay prueba arqueológica de que haya sido tal, ni que la cámara fuera efectivamente la del rey, tiene propiedades remarcables de la geometría de los poliedros regulares y de la esfera.
Entre las cosas más sencillas que se pueden mencionar se halla que es el único paralelepípedo recto rectángulo (ortoedro) que tiene una base igual a un doble cuadrado simultáneamente con un rectángulo diagonal igual a un doble cuadrado y otro de sus rectángulos diagonales es igual a la reunión de dos triángulos sagrados egipcios.

## Consideraciones finales
Como se puede apreciar, hay múltiples coincidencias que ya no parecen ser tales, sino una verdadera relación entre la aritmética, la geometría euclidiana, la astronomía (no tratada aquí) y la música, como eran concebidas por los antiguos, materias que en la Edad Media componían el quadrivium.
Formaban un sistema cuádruple, en donde número, sonido y forma, tenían vinculación con la alta magia pagana y con los alfabetos mágicos como el fenicio y el hebreo, pues cada letra era asociada no solamente a un sonido, también a un número y a un polígono regular (existen 24 divisores enteros positivos del número 360; 22 de ellos corresponden al número de lados de polígonos regulares y esa es la cantidad de letras de los alfabetos hebreo y fenicio. El hebreo tiene 22 letras pero 28 sonidos, aspecto que se relaciona con la mayor cantidad de letras del alfabeto griego, que es una adaptación del hebreo). En la Edad Antigua, estas cuestiones estaban íntimamente ligadas a la religión y a la filosofía, a los sacerdotes y sus misterios.